# El Iang-tsé en flames
 El Iang-tsé en flames  (original: The Sand Pebbles) és una pel·lícula històrica i de guerra estatunidenca dirigida per Robert Wise i estrenada el 1966 i doblada al català.

## Argument
El 1926, a la Xina, la canonera americana San-Pablo patrullant sobre el Iang-Tsé al voltant de Changsha, es troba al cor de la primera guerra civil xinesa que enfronta les forces nacionalistes de Chiang Kai-shek als comunistes.

## Comentari
La pel·lícula tracta principalment del començament de la descolonització i del xoc de les cultures, nascuda de la trobada entre la civilització occidental imperialista, amb la civilització xinesa, que intenta alliberar-se de les potències occidentals presents en el seu territori.
Posa particularment en escena un mariner, Jake Holman, de caràcter rebel però extremadament lleial, de conducta heroica, que deserta finalment i troba la mort després d'un conflicte personal on haurà d'escollir entre la marina, les seves amistats i l'amor.
El rodatge va començar a Keelung (Taiwan) el 22 de novembre de 1965, continuà a partir de març de 1966 a Hong Kong i les escenes interiors van ser filmades als Estudis de la Fox a partir de juny de 1966. En total, el rodatge va durar 7 mesos tot i que inicialment s'havien previst només 9 setmanes de treball.

## Repartiment
- Steve McQueen: Jake Holman
- Candice Bergen: Shirley Eckert
- Richard Attenborough: Frenchy Burgoyne
- Richard Crenna: Capità Collins
- Charles Robinson: Tinent Bordelles
- Mako Iwamatsu: Po-Han
- Marayat Andriane: Maily
- Larry Gates: Jameson
- Simon Oakland: Satwski
- Ford Rainey: Harris
- Joe Turkel: Bronson
- Gavin MacLeod: Crosley
- Richard Loo: Major Chin
- James Hong: Victor Shu

## Al voltant de la pel·lícula
- L'actriu Emmanuelle Arsan es donaria a conèixer alguns anys més tard escrivint la sèrie de best sellers eròtics Emmanuelle.
- És l'única pel·lícula de la carrera de Steve McQueen que ha permès a aquest últim ser nominat per a un Oscar, recompensa que tanmateix no guanyarà mai.
- La pel·lícula ha estat rodada a Hong Kong i Taiwan. El riu Keelung ha estat utilitzat per als rodatges fluvials.

## Premis i nominacions

### Premis
- 1967. Globus d'Or al millor actor secundari per Richard Attenborough

### Nominacions
- 1967. Oscar a la millor pel·lícula
- 1967. Oscar al millor actor per Steve McQueen
- 1967. Oscar al millor actor secundari per Mako
- 1967. Oscar a la millor fotografia per Joseph MacDonald
- 1967. Oscar a la millor banda sonora per Jerry Goldsmith
- 1967. Oscar a la millor direcció artística per Boris Leven, Walter M. Scott, John Sturtevant i William Kiernan
- 1967. Oscar al millor muntatge per William Reynolds
- 1967. Oscar al millor so per James Corcoran
- 1967. Globus d'Or a la millor pel·lícula dramàtica
- 1967. Globus d'Or al millor director per Robert Wise
- 1967. Globus d'Or al millor actor dramàtic per Steve McQueen
- 1967. Globus d'Or al millor actor secundari per Mako
- 1967. Globus d'Or al millor guió per Robert Anderson
- 1967. Globus d'Or a la millor banda sonora per Jerry Goldsmith